# Centruroides testaceus
Espèce
Synonymes
- Scorpio testaceus De Geer, 1778
- Centruroides hasethi Pocock, 1902

Centruroides testaceus est une espèce de scorpions de la famille des Buthidae.

## Distribution
Cette espèce est endémique des îles Sous-le-Vent dans les Petites Antilles. Elle se rencontre à Curaçao, à Bonaire et au Venezuela dans les Dépendances fédérales sur Los Roques, Tortuga et Los Monjes.

## Description
Le lectotype mesure 66,5 mm.
Le mâle décrit par Armas, Teruel et Kovařík en 2011 mesure 68,20 mm et la femelle 60,90 mm. Centruroides testaceus mesure de 60 à 80 mm.

## Systématique et taxinomie
Cette espèce a été décrite sous le protonyme Scorpio testaceus par De Geer en 1778. Elle est placée dans le genre Centruroides par Kraepelin en 1911.
Centruroides hasethi a été placée en synonymie par Sissom en 1991.

## Publication originale
- De Geer, 1778 : Mémoires pour servir à l'histoire des Insectes. Stockholm, vol. 7, p. 337-349.